# Hipolit Rimski
Hipolit Rimski (Rim, 170. – Sardinija, 235.), kršćanski pisac i svetac. Bio je prvi protupapa, no umro je pomiren s Crkvom.

## Životopis
Hipolit je rođen oko 170. Različita su mišljenja o mjestu njegova rođenja. Dok neki drže da je to Rim, drugi ga smještaju u istočni dio Rimskog Carstva, točnije, u Malu Aziju. Focije ga u svome djelu Bibliotheca (kod. 121) opisuje kao učenika Ireneja Lionskog, no nije jasno je li on doista osobno slušao Ireneja ili je samo slijedio njegov teološki nauk, što se doista može vidjeti iz Hipolitovih spisa.
Kao prezbiter u rimskoj Crkvi u vrijeme pape Zefirina (199. – 217.), Hipolit je već bio poznat po učenosti i govorničkoj vještini. Euzebije Cezarejski spominje da ga je i mladi Origen imao prilike slušati za svoga posjeta Rimu (usp. Historia Ecclesiastica VI,14,10). Slično izvješćuje i sveti Jeronim, no on se vjerojatno služio Euzebijevim tekstom (usp. Vir. ill. 61).
Vrlo brzo pitanja teološkog nauka i crkvene discipline doveli su ga u sukob s papom. Ako ne sa Zefirinom, onda sigurno s Kalistom I. (217. – 222.), kojega je optužio da potpomaže kristološke hereze monarhista, te da potkopava Crkvu dozvoljavajući pokajanje i ponovno pomirenje s Crkvom onih koji su smrtno sagriješili, osobito kad je riječ o preljubu. U tadašnjoj praksi, naime, smrtnim su se grijesima smatrali preljub, ubojstvo, i otpad od vjere, te za njih nije bilo predviđeno pokajanje.
Kad je Kalist, bogati bankar, postao papa, raskol je bio neizbježan. Tako, 217. Hipolit postaje vođom prve raskolničke skupine u rimskoj Crkvi, te prvi protupapa u povijesti. Raskol će se nastaviti za pontifikata pape Urbana I. i pape Poncijana. Temeljni cilj Hipolitove skupine bio je nastavak stroge pokorničke prakse u Crkvi, a po svojim općim značajkama, skupina je bila tradicionalistička i protiv promjena.
Nakon što je na vlast u Rimskom Carstvu došao car Maksimin Trački, počeo je novi progon kršćana, a pod udar su pale obje rimske skupine. Tako se Hipolit 235. našao skupa s legitimnim rimskim papom Poncijanom deportiran na Sardiniju, gdje su obojica i umrla mučeničkom smrću. Prema tradiciji istočne i zapadne Crkve, Hipolit se prije mučeništva pomirio s Poncijanom i priznao njegovu papinsku vlast, te pozvao svoje sljedbenike da se pokore legitimnom papi.

## Djela
Hipolit je, izvorno vjerojatno na grčkom, napisao, među ostalim, tumačenja biblijskih knjiga (npr. Knjige Danielove, Otkrivenja), dogmatske i apologetske spise, poput onoga protiv gnostika (Protiv svih hereza; lat. Refutatio) u kojemu je opisao 32 heretičke sljedbe. Ovaj je spis nađen na brdu Atos tek 1842. Većina njegovih spisa nije sačuvana u grčkom izvorniku, a veliki dio do nas je dospio samo na staroslavenskom.

### Traditio apostolica
Najpoznatije djelo pripisano Hipolitu svakako je Traditio apostolica (Apostolska predaja) nastala između 210. i 235., koja nam daje uvid u život tadašnje Crkve, te sadrži i primjere ranokršćanske molitve i liturgije. Grčki je izvornik najvećim dijelom izgubljen, no sačuvani su prijevodi na latinski, arapski, koptski i etiopski, premda nisu svi prijepisi potpuni, a ponekad se i međusobno udaljuju.
Uz ostalo, u ovom se spisu nalazi i najstariji zapisani tekst misne euharistijske molitve. Ta se molitva već stoljećima koristi u Etiopskoj Crkvi pod nazivom "Apostolova anafora." Nakon Drugog vatikanskog sabora ovu je molitvu preuzela i Rimokatolička Crkva te se koristi kao II. euharistijska molitva. Također je nakon Drugog vatikanskog sabora preuzeta i Hipolitova molitva molitva biskupske posvete i uključena u tekst biskupskoga ređenja.

## Štovanje
Tijela pape Poncijana, te Hipolita Rimskog dopremljena su 236. ili 237. u Rim. Hipolit je pokopan na Tiburtinskoj cesti, prema predaji, 13. kolovoza. Ondje je kasnije podignuta i bazilika u njegovu čast. Na tom je mjestu 1551. nađen i Hipolitov kip, koji se otada čuva u Vatikanskoj biblioteci u Rimu. Na njemu je Hipolit prikazan kako sjedi na katedri, dok je na samoj katedri uklesana tablica izračunavanja datuma Uskrsa, te nepotpuni popis Hipolitovih spisa.
U Katoličkoj Crkvi spomendan sv. Hipolita Rimskog, mučenika, slavi se 13. kolovoza.